# Prešovský lžisobor
Prešovský sobor (Prešovský lžisobor, Akce P) je označení pro sobornou (společnou) schůzi duchovenstva řeckokatolické církve z roku 1950, při níž byla řeckokatolická církev rozpuštěna, a její duchovní (spolu s věřícími) byli nuceni přijmout pravoslavnou víru. Byl součástí tažení tehdejší státní moci proti katolické církvi, jíž je řeckokatolická církev součástí.

## Malý sobor, Vyšné Ružbachy 24. 4. 1950
Jakýmsi předstupněm „Prešovského lžisoboru“ byl tzv. Malý sobor, konaný 24. dubna 1950 ve Vyšných Ružbachách. Úkolem tohoto soboru bylo získání skupiny řeckokatolíků, kteří by byli ochotní pracovat na pravoslavizaci řeckokatolické církve. Sama pravoslavná církev se v těchto jednáních zatím ještě neexponovala.
Dokumenty, deklarující sjednocení řeckokatolíků s pravoslavnými byly dopředu připraveny, ale na soboru shromážděné řeckokatolické kněžstvo požadavek pravoslavizace odmítlo a nedalo se předpokládat, že věřící by – na rozdíl od svých kněží – pravoslaví přijali. „Malý sobor“ tedy skončil fiaskem.

## Prešov, 28. 4. 1950
Čtyři dny po fiasku ve Vyšných Ružbachách se sešel sobor v Prešově. Účastnilo se 820 delegátů (z nichž jen minimum bylo, co do vyznání, řeckokatolíky) a 100 kněží. Cíl soboru byl stejný – přijetí usnesení, na jehož základě by došlo k pravoslavizaci řeckokatolické církve.
Text manifestu, prezentovaného na soboru, byl namířen v podstatě proti katolické církvi jako celku, ne pouze proti řeckokatolíkům, kteří jsou jednou ze součástí katolické církve.

### Kontroverze soboru
- Celý sobor nebyl z hlediska katolického církevního práva legitimní, protože k jeho svolání došlo z iniciativy státu a svolání řádného soboru je pouze v kompetenci místních biskupů. Nikdo jiný nemá právo sobor svolávat. Proto se lze setkat s označením lžisobor.
- Panuje zmatek v počtu delegátů soboru – uvádí se 820 delegátů a 100 kněží, oproti tomu Václav Vaško ve své knize Neumlčená udává údaj 720 delegátů, z toho 40 kněží, z nichž jen 12 prý pravoslavizaci podporovalo.
- O dobrovolnosti přijetí pravoslaví lze pochybovat, protože většina duchovenstva byla na sobor vylákána pod hrozbou zatčení, řada ostatních delegátů neměla s řeckokatolickou církví nic společného (V. Vaško uvádí, že to byli dokonce lidé naverbovaní na sobor tím, že jim byly slíbeny klobásy a alkohol. – viz Neumlčená, díl II., str. 172)

## Následky soboru
Vláda vzala usnesení „soboru“ na vědomí 28. května 1950. Avšak již předtím, bezprostředně po ukončení jednání, začali pravoslavní přebírat kostely a fary řeckokatolické církve, nezřídka za pomoci Bezpečnosti. Řeckokatolíci byli de facto postaveni mimo zákon, bohoslovci byli posláni do PTP.
Ve farnostech docházelo k násilnostem, protože řeckokatolíci odmítali vydat kostely a fary pravoslavným. Nicméně jim to nebylo nic platné.
V. Vaško uvádí, že „pravoslavizovaní“ kněží nicméně většinou dále v liturgii na příslušných místech modlili se za papeže, a ne za pravoslavné metropolity, jak jim bylo nařízeno. Řeckokatolická církev byla obnovena až v roce 1968 díky politickému uvolnění.